# Colobothea picturata
Colobothea picturata är en skalbaggsart som beskrevs av Monné 1993. Colobothea picturata ingår i släktet Colobothea och familjen långhorningar.
Artens utbredningsområde är Venezuela. Inga underarter finns listade i Catalogue of Life.